# Stabioli
Stabioli (Schtabijei o Stabjei in walser) è una frazione del comune di Macugnaga, nella provincia del Verbano-Cusio-Ossola in Piemonte. Si trova in Valle Anzasca, ed è la frazione più orientale di Macugnaga, al confine con il comune di Ceppo Morelli.

## Geografia fisica
L'abitato si trova nella zona orientale del territorio comunale, distante 4,8 km dal capoluogo comunale di Macugnaga. Come quasi tutti i paesi della Valle Anzasca, esso sorge sulla sinistra orografica del torrente Anza, quindi sul lato settentrionale e più soleggiato della valle. Il nucleo abitato si trova sulle propaggini meridionali del monte Battel (2928 m s.l.m.), a circa 150 metri di dislivello dal fondovalle in linea d'aria con la "gola del Morghen".
Il paese non è collegato alla viabilità stradale di fondovalle, ed è raggiungibile solamente attraverso un sentiero non carrozzabile. Questo sentiero parte dalla sottostante SS 549 ("di Macugnaga") nei pressi dell'opera paravalanghe costruita per proteggere la strada dalle valanghe provenienti dal monte Battel. Il sentiero prosegue in direzione nord-est per circa 1 km, entrando poi nel centro abitato provenendo da ovest. Dopo aver attraversato la parte alta dell'abitato, il sentiero prosegue attraverso i resti abbandonati di "Stabioli vecchia" e poi continua fino a raggiungere Mondelli, frazione del comune di Ceppo Morelli.
Stabioli è raggiungibile anche da un sentiero escursionistico dalla vicina frazione di Pestarena.

## Storia
La zona dell'alta Valle Anzasca, chiamata anche Valle di Macugnaga, in epoca antica e fino al Medioevo era proprietà del monastero di San Salvatore di Arona, che lo aveva ricevuto in permuta nell'anno 999 dall'arcivescovo di Milano Arnolfo II da Arsago. Fino al 1261 l'attuale territorio di Macugnaga era utilizzato come terreno da pascolo, sfruttato dai contadini della media e bassa Valle Anzasca che vi salivano per lavorare solamente in estate.
Nel trentennio che va dal 1261 al 1291 iniziò la colonizzazione walser, con popolazioni tedescofone provenienti dalla Saastal attraverso il Passo del Monte Moro. Questo gruppo si diffuse fino all'attuale zona di Stabioli e del Morghen (quest'ultima ora località del comune di Ceppo Morelli) trovandosi, quindi, ai confini con il mondo romanzo degli abitanti storici della valle, ed iniziando a fondare i primi nuclei abitati.
Nel XVII secolo a Stabioli venne edificata la chiesa dedicata a Bartolomeo apostolo. In questo secolo avvenne la transizione da un'economia basata solamente sull'agricoltura ad un suo affiancamento con l'attività mineraria; per questo motivo il cimitero di Stabioli venne ribattezzato "cimitero dei minatori". Da un documento redatto dal parroco Giuseppe Matli si evince che nel 1758 Stabioli era abitato da 48 persone, inquadrate nel 4º quartiere di Macugnaga insieme al paese di Pestarena.
Con la riapertura delle miniere d'oro concentrate nella zona di Pestarena, giunsero a Stabioli molti operai provenienti da diversi territori in diverse ondate: per primi giunsero tedeschi da Tirolo, Vorarlberg e Salisburghese, mentre in un secondo momento giunsero romanzi dalla Valle d'Aosta, dal Canavese e dalla Val d'Ossola. L'immigrazione dalle zone propriamente di lingua italiana aumentò a partire dal 1870 (soprattutto dalle provincie di Bergamo e Brescia), causando pian piano l'abbandono della lingua walser a favore dell'italiano nei quartieri inferiori di Macugnaga, tra i quali Stabioli. La piccola frazione mantenne la sua natura di borgo agricolo e minerario fino al 1961, anno della definitiva chiusura delle miniere di Pestarena; da quel momento in poi l'abitato subì un irreversibile processo di emigrazione e invecchiamento.
Gli ultimi residenti stabili di Stabioli sono deceduti nel 2011, e da allora il paese è abitato in modo non stanziale dai nuovi proprietari delle case (provenienti in larga parte da Piemonte e Lombardia). Questi frequentatori non residenti hanno iniziato un lungo lavoro di recupero strutturale ed architettonico del paese tramite l'associazione "Pro Stabioli": i lavori più recenti sono stati la ristrutturazione della chiesa e la sistemazione della pavimentazione della piazza. I lavori di ammodernamento sono effettuati grazie alla raccolta fondi che si svolge durante la festa padronale di San Bartolameo, organizzata dal comitato stesso e festeggiata ogni anno il 14 agosto.

## Monumenti e luoghi d'interesse
- L'Oratorio di San Bartolomeo: l'attuale edificio risale al XVII secolo ed è intitolato a Bartolomeo apostolo. Di pianta rettangolare, presenta sulla sommità una piccola torre campanaria, e sulla facciata riporta una raffigurazione del santo.
- Il cimitero dei minatori: il cimitero attiguo alla chiesa raccoglie le spoglie degli ultimi abitanti del paese nonché delle famiglie dei minatori (da cui il nome) che hanno popolato il paese a partire dal 1600.
- Le cappelle votive: lungo il sentiero che attraversa il paese sono presenti due cappelle votive, recentemente ristrutturate dal comitato "Pro Stabioli"[9]. La prima si trova a poche decine di metri dall'ingresso occidentale del paese, mentre la seconda si trova fra i resti di Stabioli vecchia e raffigura la Crocifissione di Gesù. Entrambi gli affreschi sono protetti da cancellate in ferro, ed entrambe le cappelle posseggono un tetto in beole tipico delle abitazioni walser della zona.
- La fontana: si trova nella piccola piazza del paese. L'attuale manufatto risale al 1999, ma in precedenza era presente un'altra fontana risalente al 1926.
- Stabioli vecchia: poche centinaia di metri ad est del paese attuale sono presenti i ruderi del più antico nucleo originario di Stabioli, nel quale sono presenti anche un lavatoio e una delle due cappelle votive.

## Galleria d'immagini

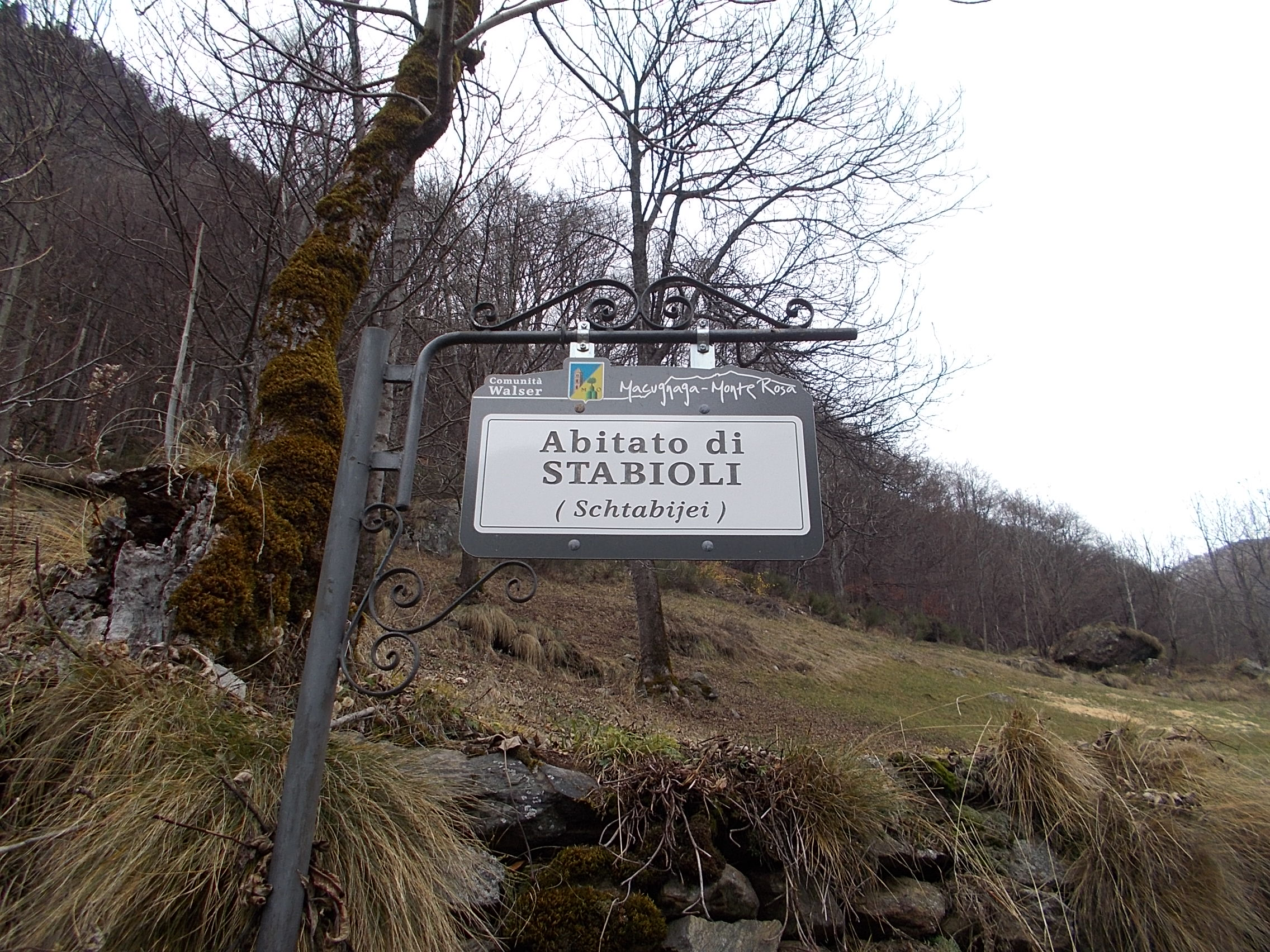
Insegna bilingue italiano/walser
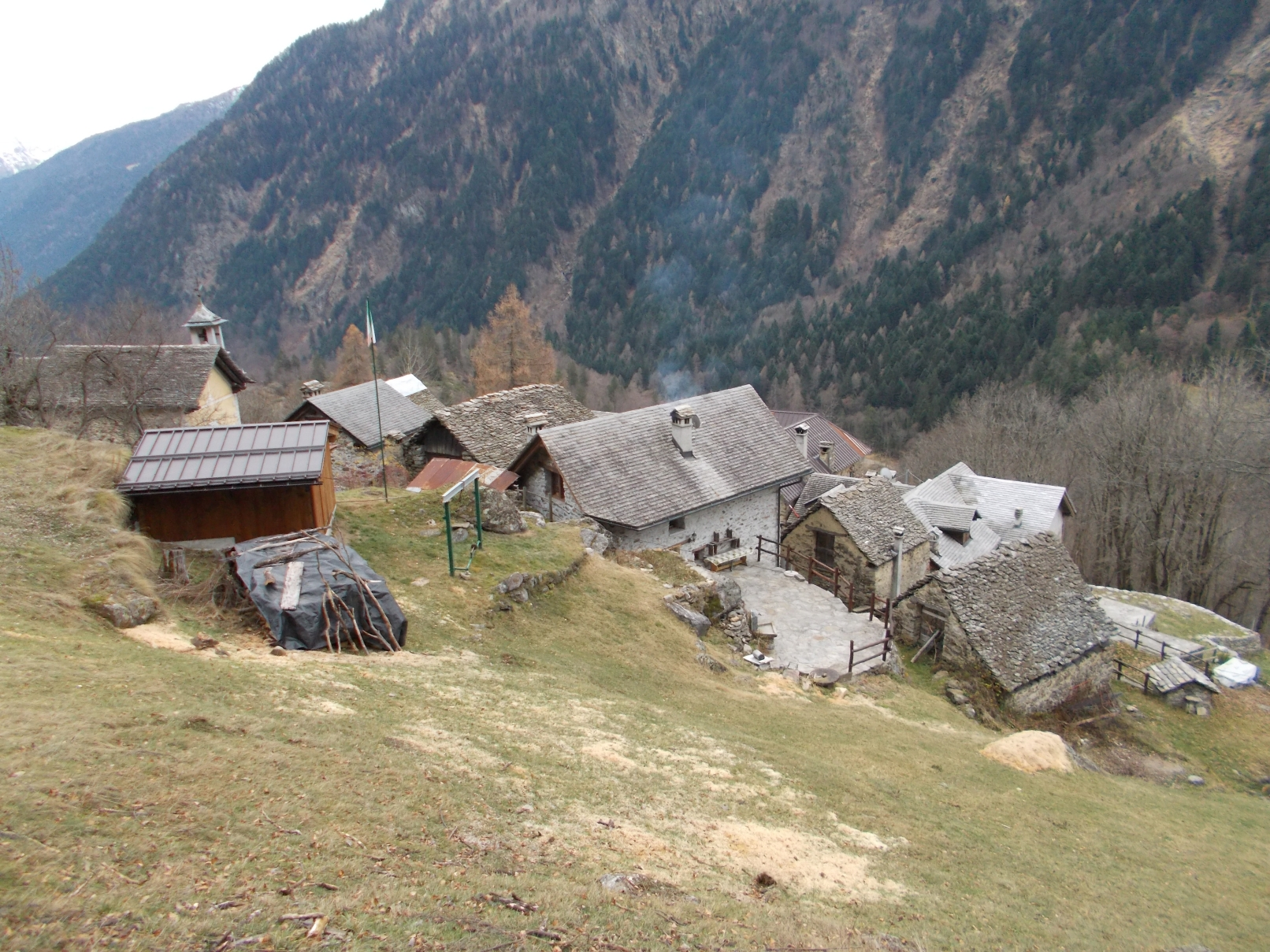
Vista dall'alto di Stabioli
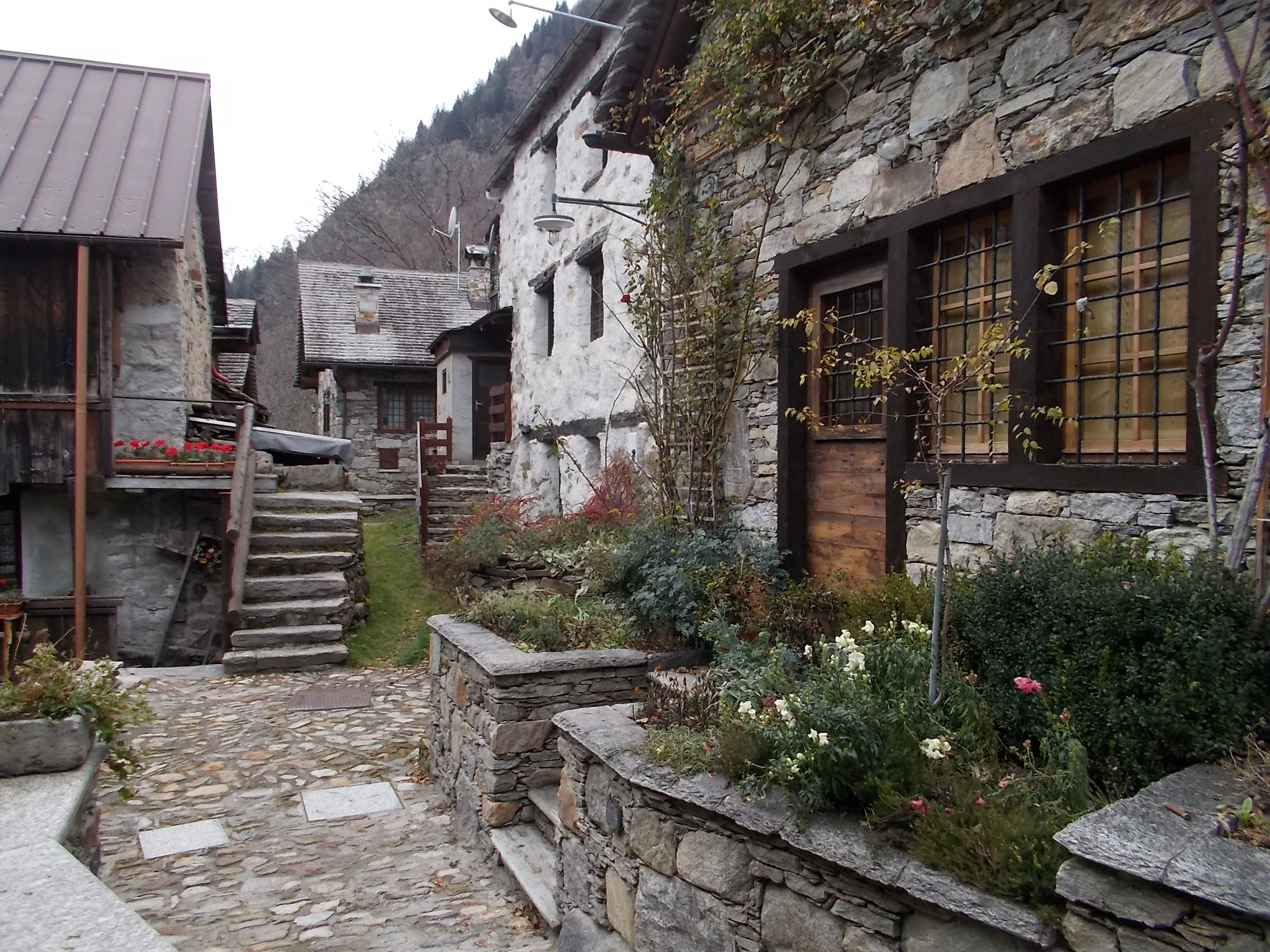
Case e piazza di Stabioli
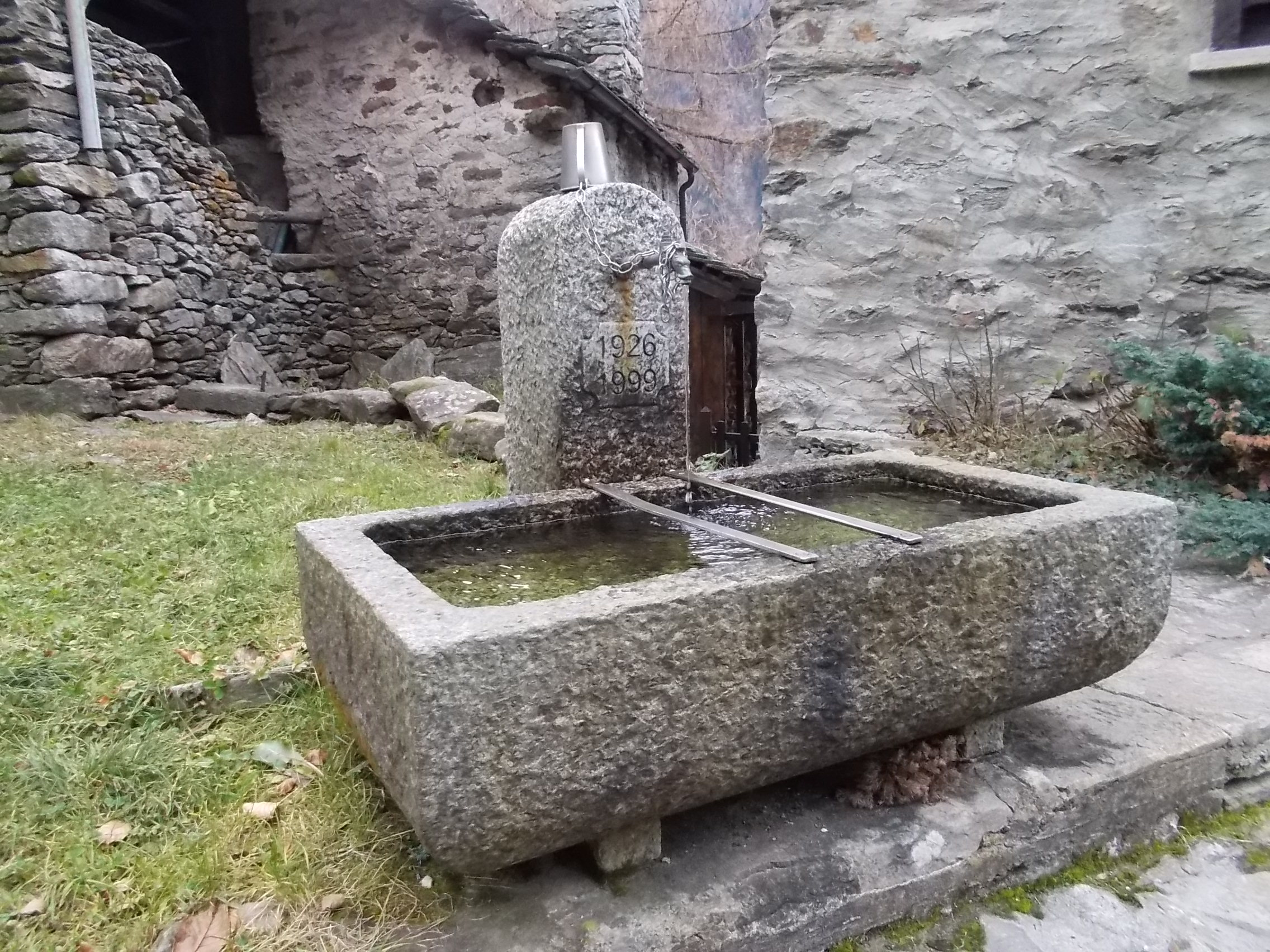
Fontana del 1999
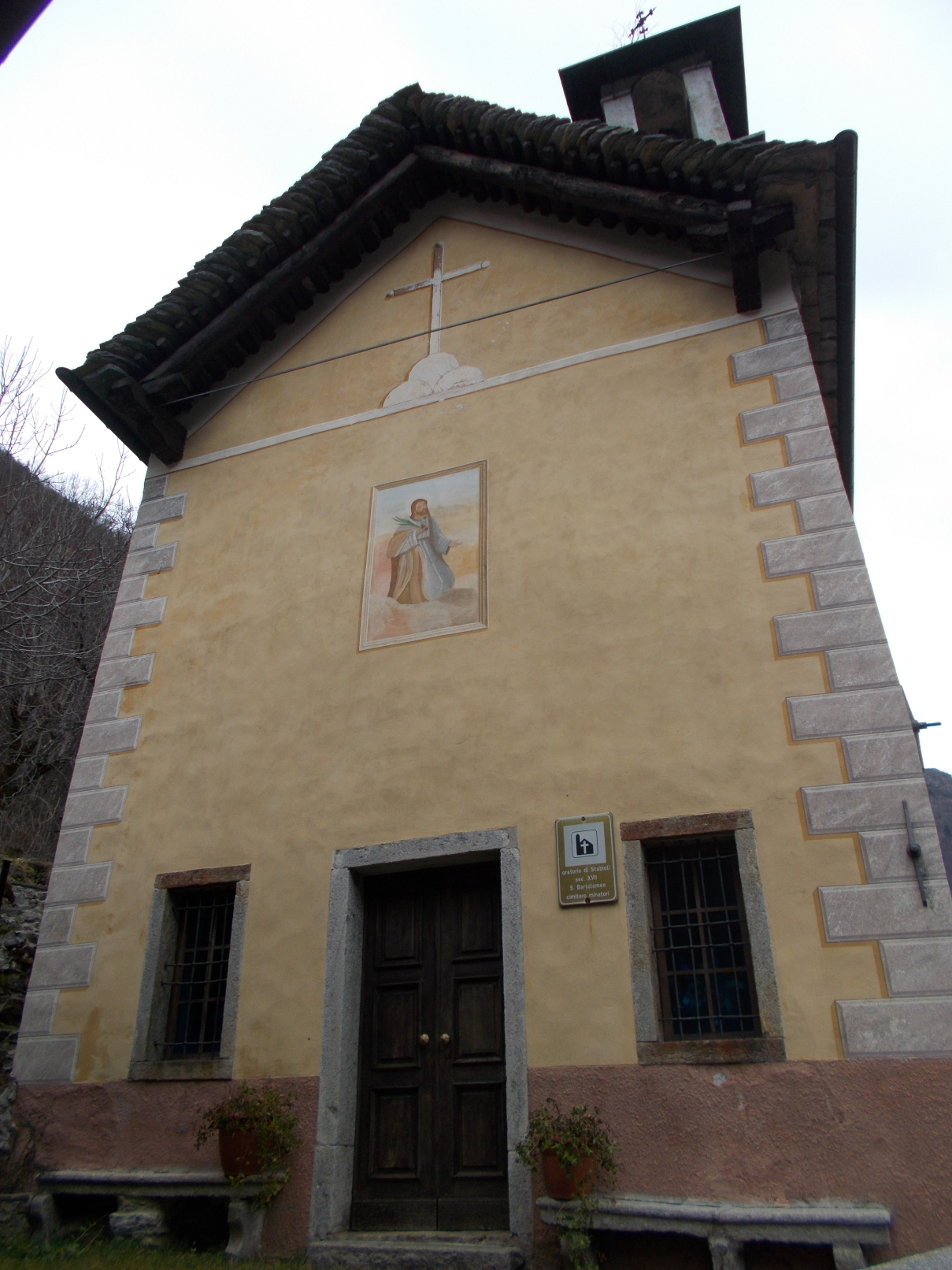
Oratorio di San Bartolomeo
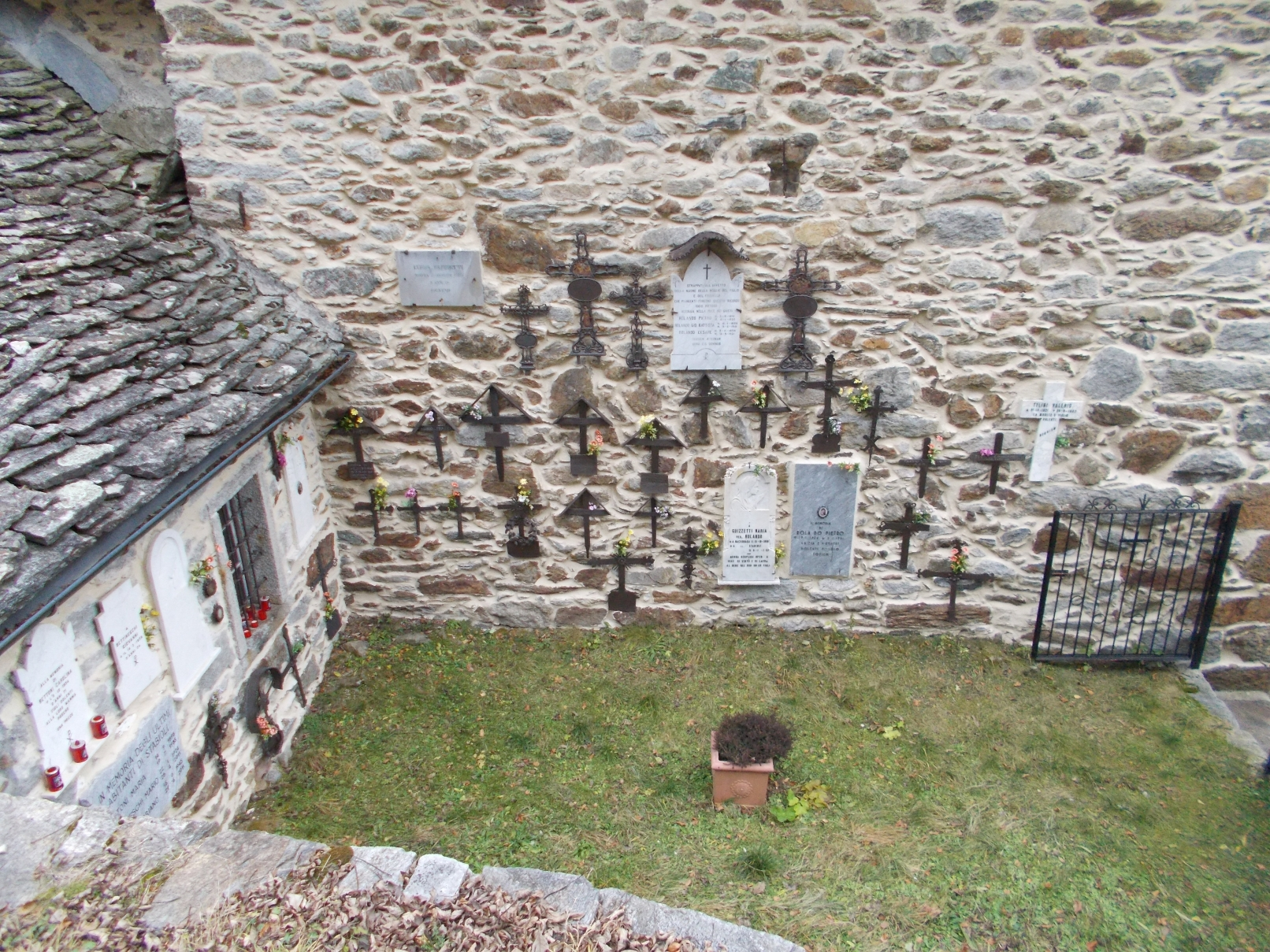
Cimitero dei minatori
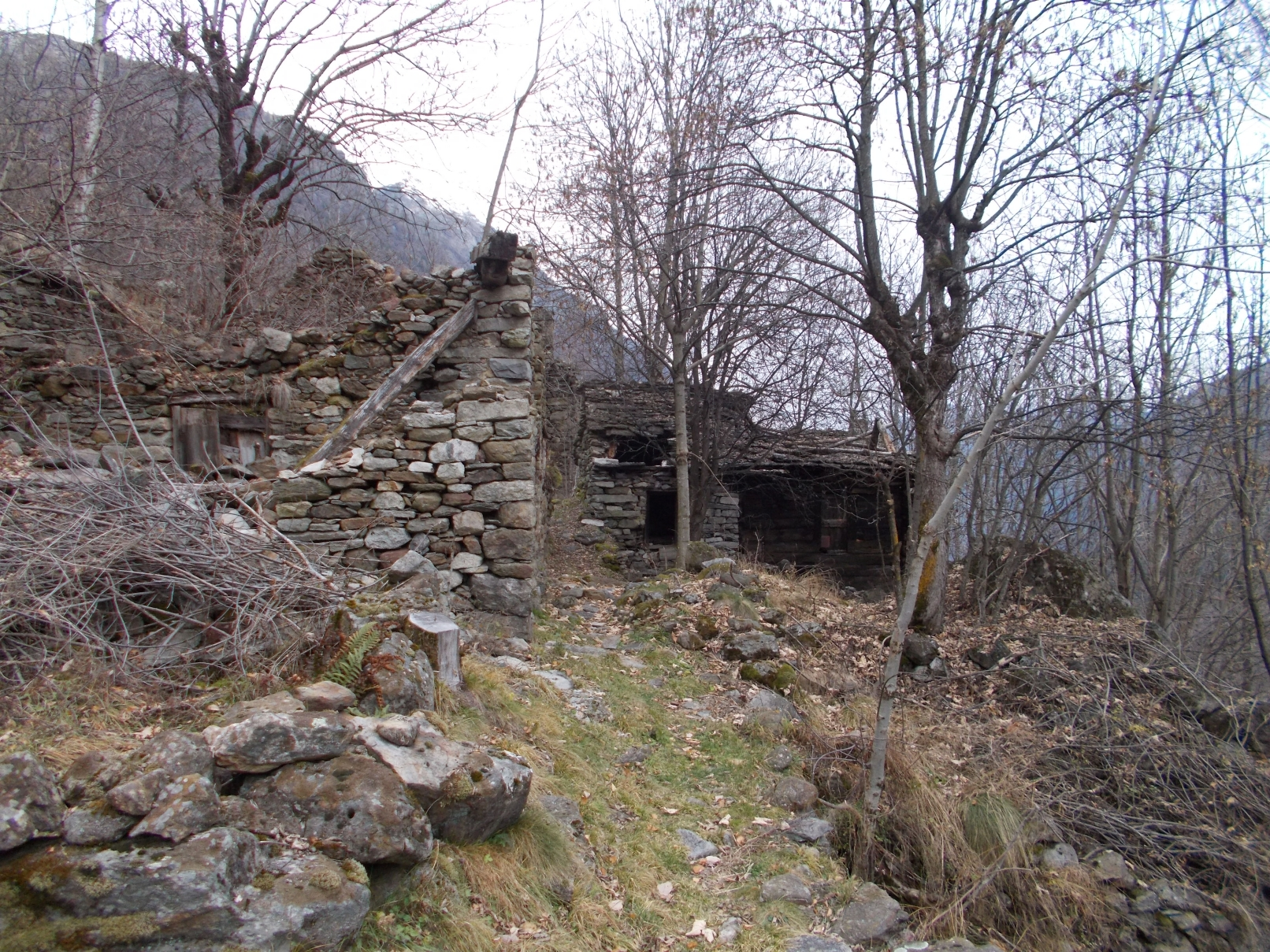
Stabioli vecchia
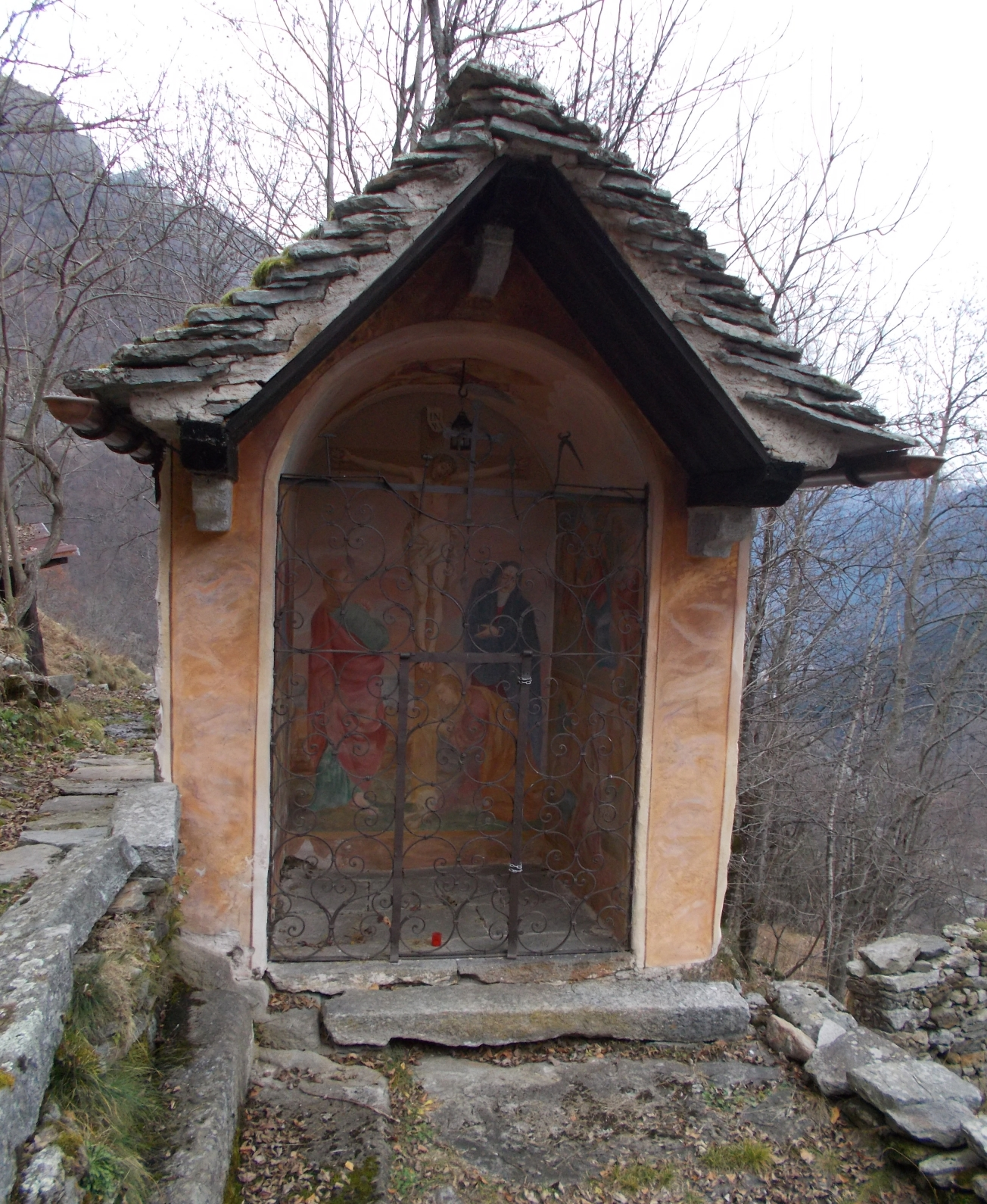
Cappella votiva a Stabioli vecchia